# مضاد حيوي مركب
مضاد حيوي مركب هو دواء مركب يتم فيه إضافة مكونين معًا للحصول على تأثير علاجي إضافي. قد يكون أحد المكونين أو كليهما مضادًا حيويًا. تتزايد أهمية المضادات الحيوية المركبة بسبب المقاومة المضاداة للميكروبات. وهذا يعني أن المضادات الحيوية الفردية التي كانت فعالة في السابق لم تعد فعالة، وبسبب عدم وجود فئات جديدة من المضادات الحيوية، فإن إضافتها تسمح بمواصلة استخدام المضادات الحيوية القديمة. على وجه الخصوص، قد تكون هناك حاجة إليها لعلاج الكائنات الحية متعددة المقاومة، مثل البكتيريا المعوية المقاومة للكاربابينيم. من المرجح أن تؤدي بعض التركيبات إلى علاج ناجح للعدوى.

## الاستخدامات
يتم استخدام المضادات الحيوية المركبة لعدد منها علاج الكائنات الحية متعددة المقاومة، مثل البكتيريا المعوية المقاومة للكاربابينيم، أموكسيسيلين/حمض الكلافولانيك، والذي يتضمن أموكسيسيلين بيتا لاكتام مع حمض كلوفانيك المانع للانتحار، والذي يساعد الأموكسيسيلين على التغلب على عمل بيتا لاكتاماز، لأن الشخص قد يصاب بأكثر من ميكروب في وقت واحد، مثلاً التهابات تجويف البطن بعد ثقب الأمعاء.، لأن المضادات الحيوية المستخدمة معًا قد تعمل بشكل تآزري لزيادة فعالية كليهما، لأن المضادات الحيوية المستخدمة معًا قد يكون لها نطاق أوسع من كل مضاد حيوي يستخدم على حدة.